# درنیک ماروتیان
درنیک آرامی ماروتیان (ارمنی: Դերենիկ Արամի Մարության؛  زادهٔ ۱۹۲۲ - درگذشته  تاریخ نامعلوم) کارشناس علوم پرورشی اهل ارمنستان بود.

## زندگی‌نامه
وی در ۱۹۲۲ در تساغکونک به دنیا آمد و از دانشگاه دولتی علوم پرورشی خاچاطور آبوویان ارمنستان (۱۹۵۶) فارغ‌التحصیل گشت. همچنین برندهٔ جوایزی همچون نشان پرچم سرخ کار، نشان برجسته افتخار، نشان شایستگی نبرد شده است. تاریخ درگذشت وی نامعلوم است.